# Amurrio
Amurrio község Spanyolországban, Arabában. Lakosainak száma 10 330 fő (2024).

## Földrajza
Amurrio Zuia, Orduña, Ayala/Aiara, Orozko, Urkabustaiz, Berberana, Junta de Villalba de Losa és Kuartango községekkel határos.

## Testvértelepülések
- Agounit

## Népesség
A település lakosságának változását az alábbi diagram mutatja:
| Lakosok száma | 9695 | 9512 | 9632 | 10 089 | 10 014 | 10 239 | 10 260 | 10 350 | 10 307 | 10 330 |
|               | 2001 | 2004 | 2006 | 2009   | 2011   | 2014   | 2016   | 2019   | 2021   | 2024   |